# Гідродинамічні методи підвищення нафтовилучення
Гідродинамічні методи підвищення нафтовилучення призначені для збільшення коефіцієнта охоплення слабко проникних нафтонасичених об'ємів пласта витіснювальною водою шляхом оптимізації режимів нагнітання і відбирання рідини при заданій сітці свердловин та порядку їх введення в роботу. Ці методи є подальшою оптимізацію технології процесу заводнення і тому не потребують її істотної зміни.

## Загальний опис
Гідродинамічні методи можна застосовувати на всіх родовищах, що розробляються, завдяки штучній дії на пласти. Незалежно від того, який робочий агент (вода, газ, пара, повітря, розчини тощо) застосовувати для витіснення нафти з пластів, нагнітати його на будь-якій стадії розробки доцільно циклічно або зі зміною напрямків фільтраційних потоків у покладах. Це пов'язано з тим, що практично всі продуктивні пласти тією чи іншою мірою неоднорідні, а тому стабільна дія на них не забезпечує повного охоплення продуктивної товщі витісненням і навіть дренуванням.
Гідродинамічні методи при заводненні дозволяють інтенсифікувати поточний видобуток нафти, збільшувати ступінь вилучення нафти, а також зменшувати об'єми води, що прокачується через пласти, і знижувати поточну обводненість видобувної рідини.
До гідродинамічних методів підвищення нафтовилучення можна віднести усі види заводнення:
- циклічне заводнення,
- зміна напрямів фільтраційних потоків,
- форсований відбір рідини,
- створення високих тисків нагнітання,
- інтегровані технології,
- бар'єрне заводнення на газонафтових покладах, встановлення оптимальних репресій та депресій на пласти, часткове зниження пластового тиску нижче тиску насичення). Ефективність гідродинамічних методів на початковій стадії розробки нафтових родовищ може досягати 5 — 6 % і більше, а на пізній стадії — 1 — 1,5 %.

## Інші гідродинамічні методи підвищення нафтовилучення
Інтегровані технології виділяються в окрему групу і не належать до звичайного заводнення водою з метою підтримання пластового тиску. Ці методи спрямовані на вибіркову інтенсифікацію видобутку нафти.
Приріст видобутку досягається шляхом організації вертикальних перетоків у шарувато-неоднорідному пласті через малопроникні переділки з низькопроникних шарів у високопроникні на основі спеціального режиму нестаціонарного впливу .
Бар'єрне заводнення на газонафтових покладах. Експлуатація газонафтових родовищ ускладнюється можливими проривами газу до вибоїв свердловин, що значно утруднює їх експлуатацію внаслідок високого газового фактора. Суть бар'єрного заводнення полягає в тому, що нагнітальні свердловини розташовують в зоні газонафтового контакту. Закачування води та відбори газу і нафти регулюють таким чином, щоб виключити взаємні перетікання нафти у газову частину покладу, а газу — у нафтову частину.
Методи збільшення нафтовилучення, пов'язані з системою розробки нафтового покладу. Вплив щільності сітки свердловин на нафтовилучення пластів залежить від величини коефіцієнта розчленування (піскуватості). В монолітних пластах вплив щільності сітки свердловин на нафтовилучення вважається несуттєвим, а в розчленованих пластах — значним.
Темп розробки під час заводнення слабко, але позитивно впливає на нафтовилучення. У ряді випадків в окремих покладах нафти така залежність простежується більш виразно.
Щільність сітки свердловин на ранніх стадіях розробки в середньому порівняно несуттєво впливає на коефіцієнт поточного нафтовилучення. Відносний вплив щільності сітки свердловин зростає на більш пізніх стадіях розробки.
Співвідношення числа нагнітальних і видобувних свердловин несуттєво впливає на кінцеве нафтовилучення, але збільшення цього співвідношення прискорює темпи видобутку нафти, поточне нафтовилучення на ранніх стадіях розробки, в переривчастих пластах  також і кінцеве нафтовилучення.
Блокові системи заводнення, порівняно із законтурними, несуттєво збільшують нафтовилучення з пластів (2,0 — 2,5 %), але темпи розробки підвищують у 1,5 — 2 рази.
Встановлення оптимальних величин репресії і депресії на пласт. Експериментальні дослідження, які кількісно встановлювали наявність оптимальної швидкості витіснення нафти водою, були виконані в 1964 році. Дослідження дозволили перейти від швидкості витіснення до встановлення залежності між нафтовилученням і градієнтом тиску, що забезпечував нафтовилучення. В свою чергу, градієнт тиску залежить від величини репресії або депресії. Дослідженнями було також доведено, що для досягнення максимального нафтовилучення у безводний період необхідно встановити менші градієнти тиску на поклад, а у водний період  більш високі. Вважається, що більш високі перепади тиску між нагнітальними і видобувними свердловинами сприяють підключенню в розробку слабкопроникних пластів. Також вважається, що збільшення градієнтів тиску сприяє в основному збільшенню темпів вироблення нафтових покладів у безводний період розробки і незначно впливає на нафтовилучення у водний період.
Часткове зниження пластового тиску нижче тиску насичення нафти позитивно впливає на показники розробки і нафтовіддачу покладу. Часткове розгазування нафти в пласті сприяє зменшенню водонафтового фактора, частковому зниженню продуктивності високопроникних пластів за рахунок зменшення фазової проникності для води. Ефект вільного газу в пористому середовищі при заводненні виражається в фазових проникностях. Одночасно значну роль у підвищенні нафтовилучення відіграє ефект заміщення, дія якого полягає в тому, що під час часткового розгазування (зниження пластового тиску нижче тиску насичення) в порових каналах (переважно глухих) з нафти виділяється газ, витісняє її в канали, через які відбувається фільтрація нафти і води. Створення таким способом у пласті режиму витіснення газованої нафти водою сприяє кращому витісненню нафти з низькопроникних пластів.
Питання полягає в тому, на яку величину можна в пласті знижувати тиск нижче тиску насичення. Ця величина переважно залежить від властивостей нафти і їх зміни в міру зниження тиску (звичайно від 10 до 30 %). Вона з великими труднощами піддається аналітичному визначенню і тому, головним чином, визначається експериментально.
Завдяки частковому зниженню тиску нафтовилучення можна збільшити в межах від 2 — 3 % до 8 — 10 %.
Надмірне зниження тиску нижче тиску насичення призводить до зменшення нафтовилучення, головним чином, завдяки збільшенню в'язкості нафти і зменшенню фазової проникності для нафти за умов, коли газова фаза, що утворюється, стає рухливою.